# Kruiskapel (Maria-Gewanden)
De Kruiskapel is een niskapel in de wijk Maria-Gewanden in Hoensbroek in de Nederlands Zuid-Limburgse gemeente Heerlen. De kapel staat aan de Schuureikenweg aan de splitsing met de Terschurenweg aan de noordrand van Terschuren. Elders in Terschuren staat de Mariakapel.
De kapel is gewijd aan Jezus.

## Geschiedenis
In 1977 kreeg het kruis in de kapel een nieuwe corpus.
In december 1994 werd het kruis vernield en daarna weer hersteld.

## Bouwwerk
De open mergelstenen kapel staat in een talud en heeft de vorm van een halve koepel (de nis) waarin een wegkruis is geplaatst. De nis heeft een hoogte van ongeveer twee meter en is opgetrokken in Kunradersteen. Aan de voorzijde beginnen er op de hoeken twee korte gebogen muurtjes. Om bij de nis te komen zijn er vijf gecementeerde traptreden.
In de kapel staat een hardstenen kruis op een hoge hardstenen sokkel. Op het kruis is een donkere corpus aangebracht.